# Rhenus
Rhenus (Latijn voor Rijn) is een Duits bedrijf dat zich bezighoudt met logistiek. Het is statutair gevestigd te Holzwickede, nabij Dortmund.

## Geschiedenis
Het bedrijf ontstond in 1912 als samenwerking tussen Badische Actiengesellschaft für Rheinschiffahrt und Seetransport and Rheinschiffahrts Actiengesellschaft. Er werden tegelijkertijd kantoren gevestigd te Mannheim, Mainz, Antwerpen en Rotterdam. Het bedrijf specialiseerde zich aanvankelijk in de binnenscheepvaart over Duitse wateren, zoals over het in 1916 geopende Mittellandkanal. Rhenus verdiende ook aan militaire transporten tijdens de Eerste Wereldoorlog.
Na afloop van de oorlog stortte de Duitse economie in en in 1929 werd een group of common interest gevormd van rijnscheepvaartmaatschappijen, teneinde de crisis het hoofd te bieden. In 1934 kwam deze groep in handen van het VEBA-concern.
Na de Tweede Wereldoorlog nam het belang van het zeetransport toe. In 1956 werden de eerste zeecontainers in gebruik genomen en in  Stuttgart werd daartoe in 1968 een containerhaven geopend. In 1976 werd in het kader van deze ontwikkeling door Rhenus de dochter CCS (Combined Container Service) opgericht met als eerste terminal Ginsheim.
In 1969 werd VEBA gereorganiseerd, waarbij de transportactiviteiten van VEBA, waaronder Rhenus, werden ondergebracht bij Hugo Stinnes AG. Het toenmalige Rhenus Gesellschaft für Schiffahrt, Spedition und Lagerei (Maatschappij voor scheepvaart, transport en opslag) werd omgedoopt in Rhenus AG, gevestigd te Mannheim. In 1976 volgde een nieuwe herstructurering (Rhenus-WTAG AG; WTAG staat voor Westfälische Transport-AG) en werd het hoofdkwartier naar Dortmund verplaatst. Alleen al in Duitsland was het bedrijf toen werkzaam op 40 locaties. In 1984 volgde een volledige fusie tussen Rhenus en WTAG en ging het bedrijf weer Rhenus AG heten.
In 1988 werd Rhenus gestructureerd in drie divisies:
- Rhenus Weichelt AG (wegtransport)
- Rhenus Lager und Umschlag AG (opslag, overslag en binnenlandse scheepvaart)
- Rhenus Transport International (internationaal transport)

In de 20e eeuw vond onder meer internationalisering plaats, zoals in Zwitserland (2000); Spanje en Azië (2003); Polen (2004); Oostenrijk, België, Hongarije (2005); Nederland met Transport Management International Holding (TMI) in 2007; Frankrijk (2008) en Rusland (2009). In 2007 was Rhenus al actief op 230 locaties in Europa.
In 2011 werd een diepzeeterminal in Rotterdam aangekocht. Het concern verwierf in 2015 een spoorwegmaatschappij in Oostenrijk en in de jaren 2017-2019 ook soortgelijke ondernemingen in Australië, Nieuw-Zeeland en Brazilië.

## Huidig bedrijf
Tegenwoordig (2020) is Rhenus een zeer groot bedrijf met alleen al in Nederland en België tientallen logistieke centra, waaronder zeer grootschalige. Duitsland telt een 200-tal vestigingen en verder is Rhenus actief in een groot aantal Europese landen en daarnaast ook in andere werelddelen, met name in Azië.
In totaal zijn er meer dan 580 vestigingen en heeft het bedrijf 33.000 medewerkers. De omzet over 2019 bedroeg ongeveer € 5,5 miljard.
Eigenaar van Rhenus is de holding Rethmann AG & Co. KG, gevestigd te Selm. Rethmann is ook eigenaresse van Remondis, een wereldwijd opererend Duits afvalverwerkings- en -recyclingsbedrijf.